# Ulica Józefa Poniatowskiego w Katowicach
Ulica księcia Józefa Poniatowskiego w Katowicach − jedna z ważniejszych ulic w katowickiej dzielnicy Śródmieście.

## Przebieg
Ulica rozpoczyna swój bieg od skrzyżowania z ulicą generała Tadeusza Kościuszki i ulicą Marcina Szeligiewicza. Następnie krzyżuje się z ulicami Marii Skłodowskiej-Curie, generała Józefa Zajączka, J. Kilińskiego i Bartosza Głowackiego. Kończy swój bieg za ulicą Barbary; przy skrzyżowaniu z ulicą Mikołowską i ulicą Strzelecką. Numeracja domów biegnie w kierunku odwrotnym.

## Opis
Przy ul. Józefa Poniatowskiego znajdują się następujące historyczne obiekty:
- Zespół familoków kopalni „Wujek” (ul. J. Poniatowskiego 1, 3, 5, 7, 9, 11), zbudowany na początku XX wieku w stylu historyzmu, secesji, modernizmu[2].
- Kamienica mieszkalna (ul. J. Poniatowskiego 13)[2].
- Budynek dawnej Szkoły Policyjnej (ul. J. Poniatowskiego 15), zbudowany według projektu architekta Mariana Łobodzińskiego[3] w stylu modernizmu[2]. Budowa, rozpoczęta we wrześniu 1925 r. została ukończona w listopadzie roku 1926. Jej koszt wynosił 430 000 złotych.[4] Obecnie mieści się w nim Śląski Uniwersytet Medyczny.
- Trzypiętrowe murowane domy mieszkalne − Dom Uchodźców Śląskich (ul. J. Poniatowskiego 16, 16a, 16b, ul. J. Kilińskiego 19)[2], wzniesione po 1922, posiadające dachy pokryte eternitem; wartość każdego z budynków na dzień 1 września 1939 wynosiła 360 000 złotych[5]. W latach 1921−1922 pod numerem 16 zbudowano Dom Uchodźców Śląskich[3] (oddano go do użytku w 1925). W latach 1925−1959 mieszkał w nim Stanisław Mastalerz,  powstaniec śląski. Informuje o tym, umieszczona na fasadzie budynku, tablica pamiątkowa[6]. Na fasadzie istnieje także tablica, upamiętniająca księdza arcybiskupa Szczepana Wesołego, delegata Prymasa Polski ds. Duszpasterstwa Emigracji; w budynku urodził się i mieszkał w latach 1926−1943[7].
- Kamienica mieszkalna (ul. J. Poniatowskiego 17)[2].
- Historyczna willa z ogrodem (ul. J. Poniatowskiego 18, róg z ul. Jana Kilińskiego 40), wzniesiona w 1925 w stylu modernistycznym[2].
- Willa własna Tadeusza Michejdy (ul. J. Poniatowskiego 19), wpisana do rejestru zabytków 30 grudnia 1991 (nr rej.: A/1446/91, A/721/2020[8])[9]), wzniesiona w latach 1926−1930 jako dom inżyniera Tadeusza Michejdy, według jego projektu z 1923. Została wybudowana w stylu modernizmu z elementami funkcjonalizmu[10].
- Willa z ogrodem (ul. J. Poniatowskiego 20, ul. gen. J. Zajączka 16), wzniesiona w 1925 w stylu modernistycznym[2].
- Willa bliźniacza z ogrodem (ul. J. Poniatowskiego 22, ul. gen. J. Zajączka 17), wzniesiona w 1925 w stylu modernistycznym[2].
- Willa z ogrodem − obecnie siedziba Rady Izby Notarialnej w Katowicach (ul. J. Poniatowskiego 23, róg z ul. gen. J. Zajączka), wzniesiona w 1924 w stylu modernistycznym[2].
- Kamienica mieszkalna (ul. J. Poniatowskiego 26, 28, 30), zbudowana w latach trzydziestych XX wieku w stylu funkcjonalizmu[2].
- Willa z ogrodem dyrektora przedwojennej firmy "Lignoza" (ul. J. Poniatowskiego 29), wybudowana w 1925 w stylu modernizmu[2]. Obecnie należy do Wyższego Urzędu Górniczego. Mieści się w niej m.in. Izba Tradycji Wyższego Urzędu Górniczego im. Jana Szczerbińskiego[11].
- Budynek biurowy (ul. Poniatowskiego 31, narożny z ul. T. Kościuszki), siedziba Wyższego Urzędu Górniczego.

- Kamienica mieszkalna (ul. J. Poniatowskiego 34, róg z ul. M. Skłodowskiej-Curie i ul. T. Kościuszki)[2].

W okresie Rzeszy Niemieckiej (do 1922) i w latach niemieckiej okupacji Polski (1939−1945) ulica nosiła nazwę Seydlitzstraße.
Przy ul. J. Poniatowskiego swoją siedzibę mają: Śląski Uniwersytet Medyczny, Biblioteka Główna Śląskiego Uniwersytetu Medycznego, Administracja Osiedla „Haperowiec i Śródmieście”, przedsiębiorstwa handlowo-usługowe, Miejska Biblioteka Publiczna w Katowicach − Filia nr 4, Rada Izby Notarialnej, Wyższy Urząd Górniczy i niepubliczne zakłady opieki zdrowotnej.
W 2008 na fasadzie budynku na rogu ul. generała Tadeusza Kościuszki i ul. księcia Józefa Poniatowskiego 34 odsłonięto tablicę, poświęconą aktorce Aleksandrze Śląskiej, która w tej kamienicy się urodziła i wychowała.
Dnia 3 sierpnia 2010 ulicą prowadziła trasa trzeciego etapu wyścigu kolarskiego Tour de Pologne 2010.

## Stara grusza

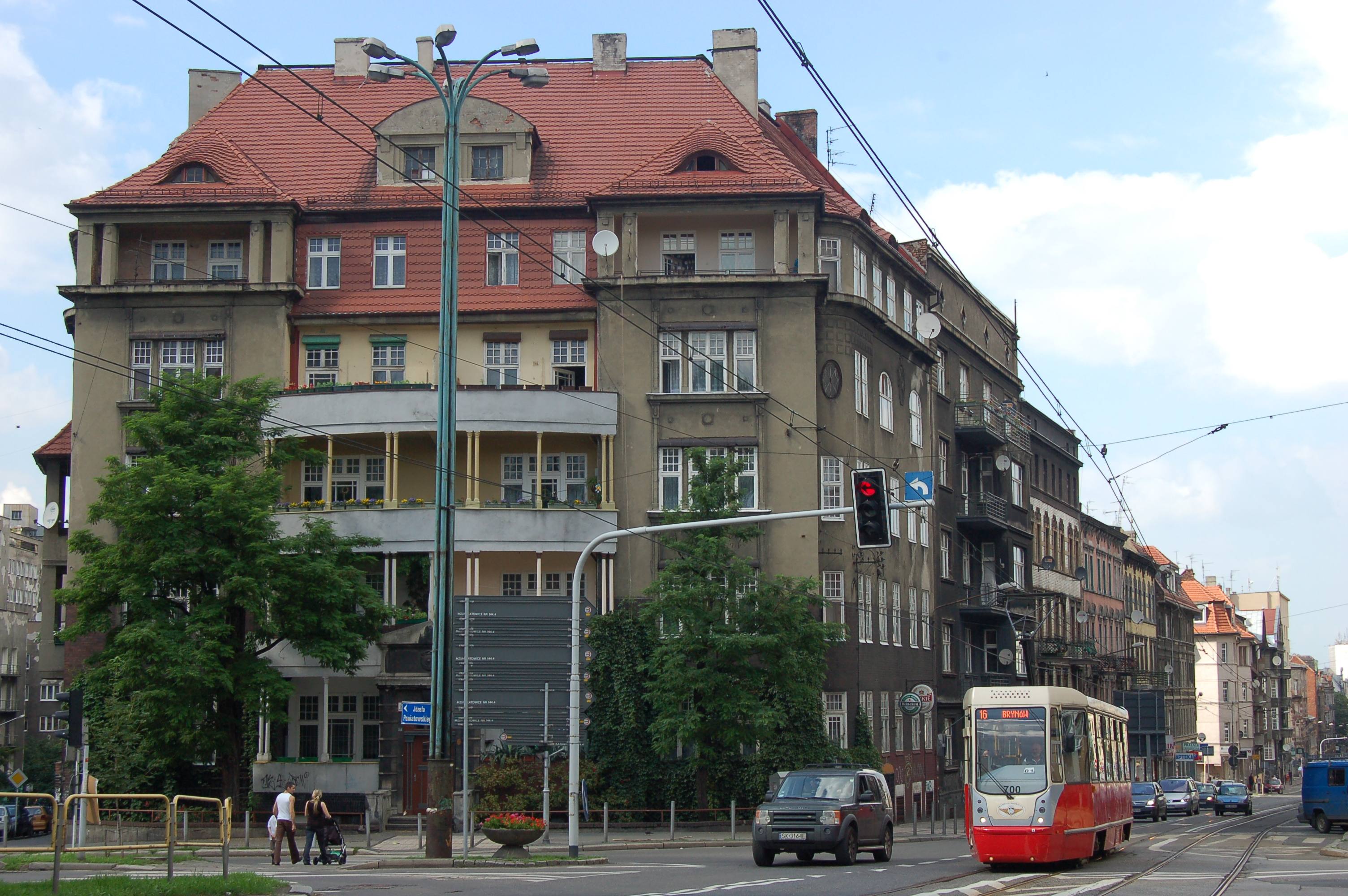
Budynek na rogu ul. Kościuszki i ul. Poniatowskiego 34 (grusza rosła na wysepce po lewej, przez którą przechodzi para z wózkiem i dzieckiem)

Na wysepce na końcu ulicy, na wysokości kamienicy nr 34, w odległości ok. 15 m od ulicy Tadeusza Kościuszki, przez wiele lat rósł egzemplarz gruszy pospolitej. Dnia 23 kwietnia 1954 r. decyzją Prezydium Wojewódzkiej Rady Narodowej w Stalinogrodzie (nr R. L. 13b/54) nadano jej status pomnika przyrody. Drzewo miało wówczas wysokość ok. 15 m i obwód w pierśnicy 195 cm. Jego wiek oceniano wtedy na ok. 200 lat. Wyrosło więc być może jeszcze w XVIII w., zapewne na dawnej między śródpolnej.
Przez wiele następnych lat charakteryzowało się ono dobrą żywotnością. Oglądać je można było m.in. w jednym z ujęć w filmie „Krzyż Walecznych” Kazimierza Kutza z 1958 r. (nowela Pies). Znało ją wiele pokoleń katowiczan. Pogorszenie kondycji zdrowotnej drzewa nastąpiło w latach 80. XX w., kiedy przebudowa skrzyżowania i poszerzenie jezdni kosztem wysepki drastycznie zmniejszyły jego obszar życiowy. W 1990 r. jego korona była uszkodzona w 25-50%. Wiosną 1995 r. znaczna część korony nie pokryła się liśćmi, a na pniu pojawił się grzyb, tj. żółciak siarkowy. W marcu 1996 r., po uprzednim uchyleniu ochrony prawnej, grusza została wycięta, ponieważ zagrażała bezpieczeństwu użytkowników drogi.

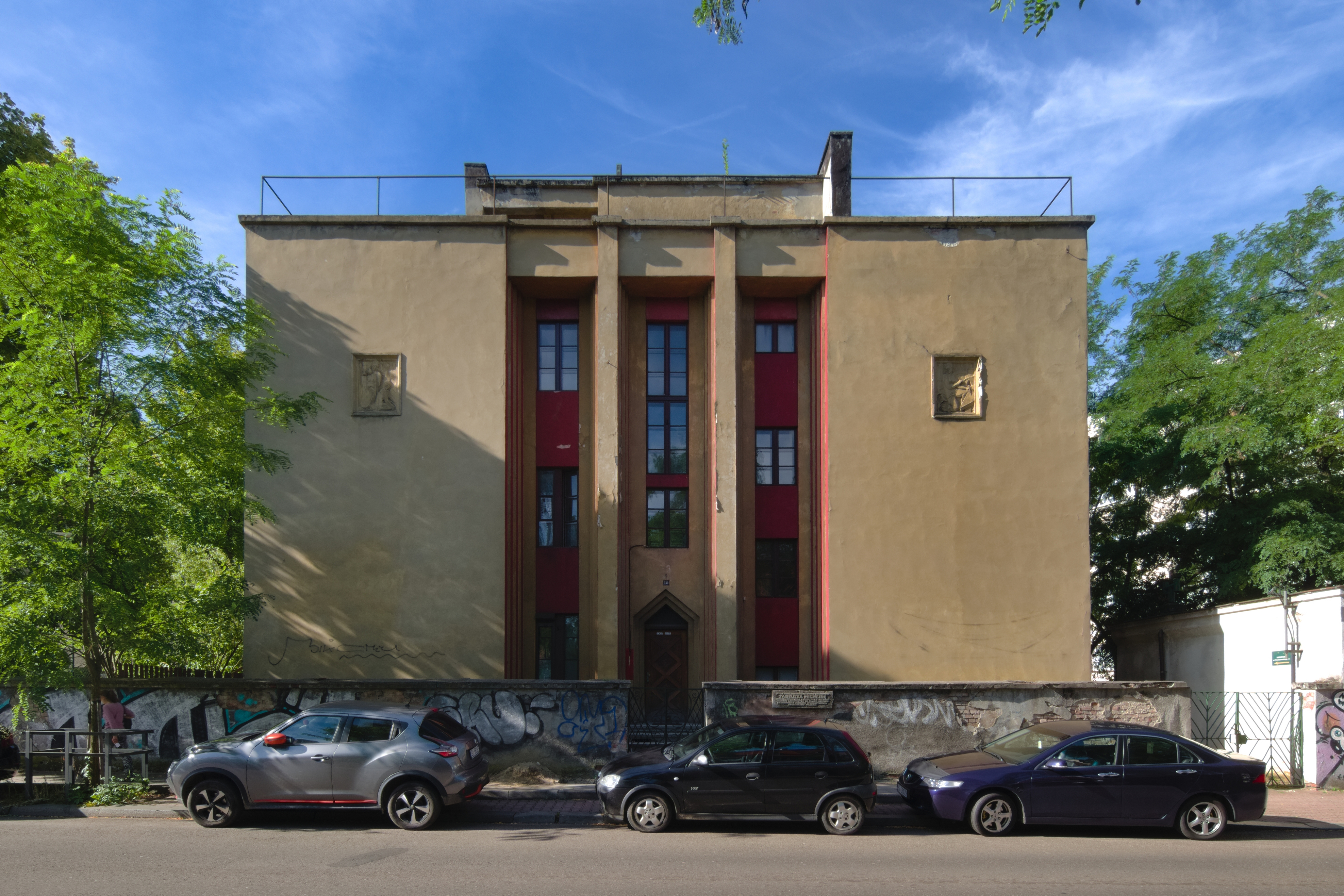
Willa Tadeusza Michejdy

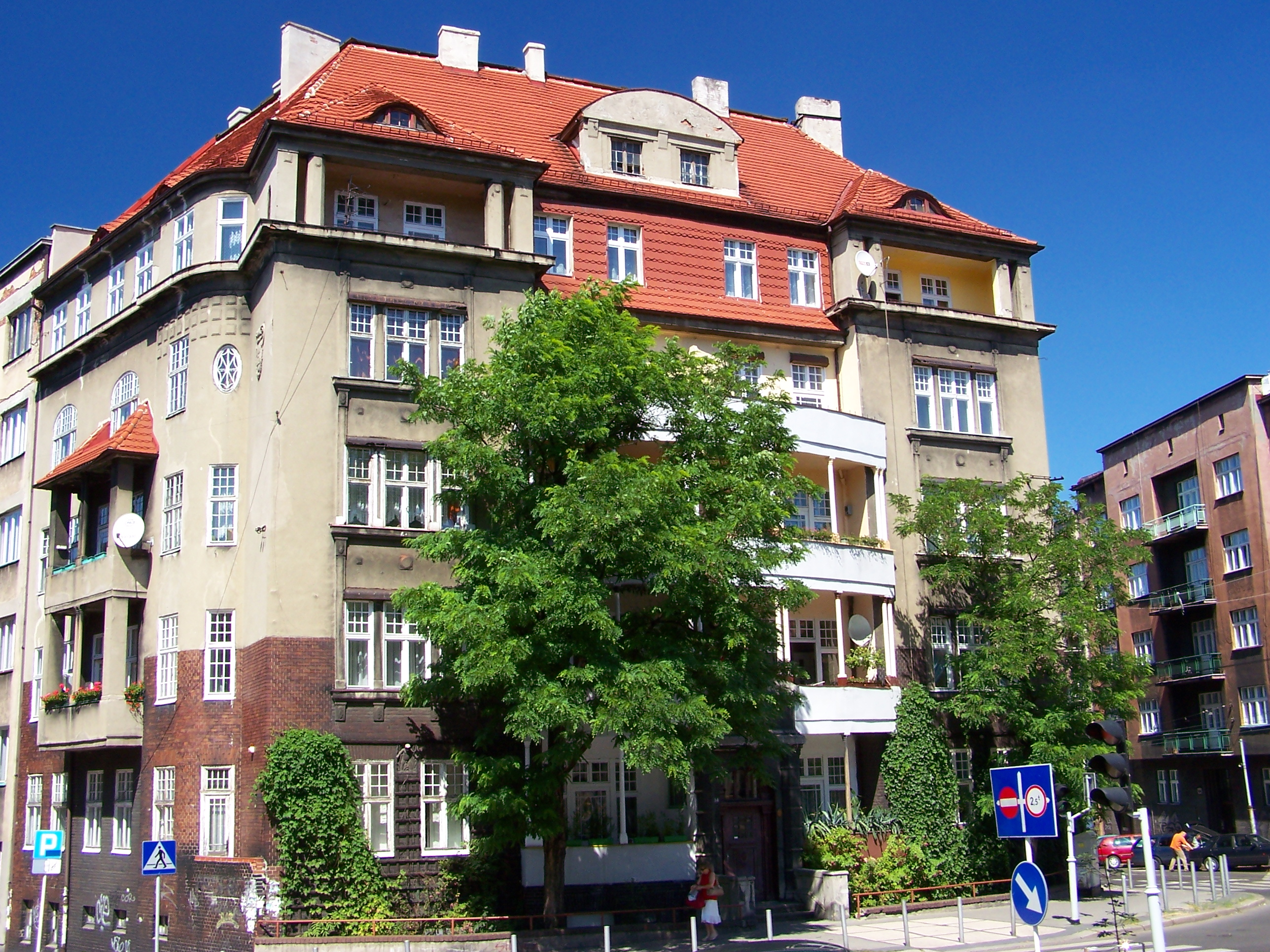
Zabytkowa kamienica przy ul. Poniatowskiego 34